# Buster Phelps
Buster Phelps est un acteur américain né le 5 novembre 1926 à Los Angeles, Californie (États-Unis), mort le 10 janvier 1983 à Los Angeles (États-Unis).

## Filmographie
- 1930 : À la hauteur (Feet First) de Clyde Bruckman et Harold Lloyd : Little boy
- 1931 : The Hot Spot de Donald Gallaher
- 1931 : Left Over Ladies : Buddy
- 1932 : Stepping Sisters : Germany
- 1932 : Scandal for Sale : Bobby Strong
- 1932 : Une allumette pour trois (Three on a Match) de Mervyn LeRoy : Robert Kirkwood Jr.
- 1932 : Little Orphan Annie : Mickey
- 1932 : Handle with Care : Tommy
- 1932 : Frisco Jenny : Dan enfant
- 1933 : Sailor's Luck : Elmer Brown Jr.
- 1933 : The World Gone Mad (en) de Christy Cabanne : Ralph Henderson
- 1933 : Laughing at Life : Denny McHale
- 1933 : One Man's Journey : Jimmy Watt, à six ans
- 1933 : Vol de nuit (Night Flight) : Sick child
- 1933 : Rêves brisés (Broken Dreams) de Robert G. Vignola: Billy Morley
- 1934 : C'est pour toujours (Now and Forever) : Boy With Skates
- 1934 : Entrée de service (Servants' Entrance) de Frank Lloyd et Walt Disney : Tommy
- 1934 : Little Mende Phil Rosen : Dick
- 1935 : Strange Wives : Twin
- 1935 : Anna Karenine (Anna Karenina) : Grisha
- 1935 : Les Caprices de Suzanne (The Affair of Susan) de William A. Seiter : Son
- 1935 : Vivre sa vie (I Live My Life) de W. S. Van Dyke : Child at Christmas Party
- 1936 : Enfants abandonnés (Too Many Parents) de Robert F. McGowan : Clinton Meadows
- 1936 : La Petite Provinciale (Small Town Girl) : Little Jimmy
- 1936 : Une fine mouche (Libeled Lady) de Jack Conway : Waif
- 1937 : Girl Loves Boy de Duncan Mansfield (en) : Ned McCarthy
- 1938 : Little Tough Guy : Kid
- 1939 : Big Town Czar : Boy
- 1939 : Hero for a Day : First Boy
- 1940 : L'Oiseau bleu (The Blue Bird) : Boy Inventor
- 1940 : Howard le révolté (The Howards of Virginia) de Frank Lloyd : Thomas Jefferson à 11 ans
- 1940 : Slightly Tempted : Ray
- 1941 : Meet the Chump : Newsboy
- 1941 : L'Amour et la Bête (The Wagons Roll at Night) de Ray Enright : Boy
- 1944 : Quatre Flirts et un cœur (And the Angels Sing) de George Marshall : Spud
- 1946 : Demain viendra toujours (Tomorrow Is Forever) : Fraternity boy
- 1949 : Maman est étudiante (Mother Is a Freshman) : Jack